# Ira Elliot
 (avril 2025).
Motif : absence de sources secondaires centrées attestant d'une notoriété en dehors du groupe dont il fait partie
- Archive Wikiwix
- Bing
- Cairn
- DuckDuckGo
- E. Universalis
- Gallica
- Google
- G. Books
- G. News
- G. Scholar
- Persée
- Qwant
- (zh) Baidu
- (ru) Yandex
- (wd) trouver des œuvres sur Wikidata

| 1. | Préciser le motif de la pose du bandeau. | Précisez le motif de la pose du bandeau en utilisant la syntaxe suivante : {{admissibilité à vérifier\|date=avril 2025\|motif=remplacez ce texte par le motif}}                 |
| 2. | Informer les utilisateurs concernés.     | Pensez à avertir le créateur de l'article, par exemple, en insérant le code ci-dessous sur sa page de discussion : {{subst:avertissement admissibilité à vérifier\|Ira Elliot}} |

Pour les articles homonymes, voir Elliott.
Ira Sebastian Elliot (né le 21 mars 1963 à New York) est le batteur du groupe Nada Surf depuis 1995.